# Station Grésy-sur-Isère
Grésy-sur-Isère is een spoorwegstation in de Franse gemeente Grésy-sur-Isère. Het station ligt op kilometerpunt 9,629 van de spoorlijn Saint-Pierre-d'Albigny – Bourg-Saint-Maurice, op een hoogte van 313 meter.

## Treindienst
| Richting                                                             | Vorige stop            | Trein | Trein                    | Trein | Volgende stop | Richting                                                    |
| -------------------------------------------------------------------- | ---------------------- | ----- | ------------------------ | ----- | ------------- | ----------------------------------------------------------- |
| Lyon-Part-Dieu, Aix-les-Bains-Le Revard of Chambéry Challes-les-Eaux | Saint-Pierre-d'Albigny |       | TER Auvergne-Rhône-Alpes |       | Frontenex     | Moûtiers - Salins - Brides-les-Bains of Bourg-Saint-Maurice |